# Всемирный день мониторинга качества воды

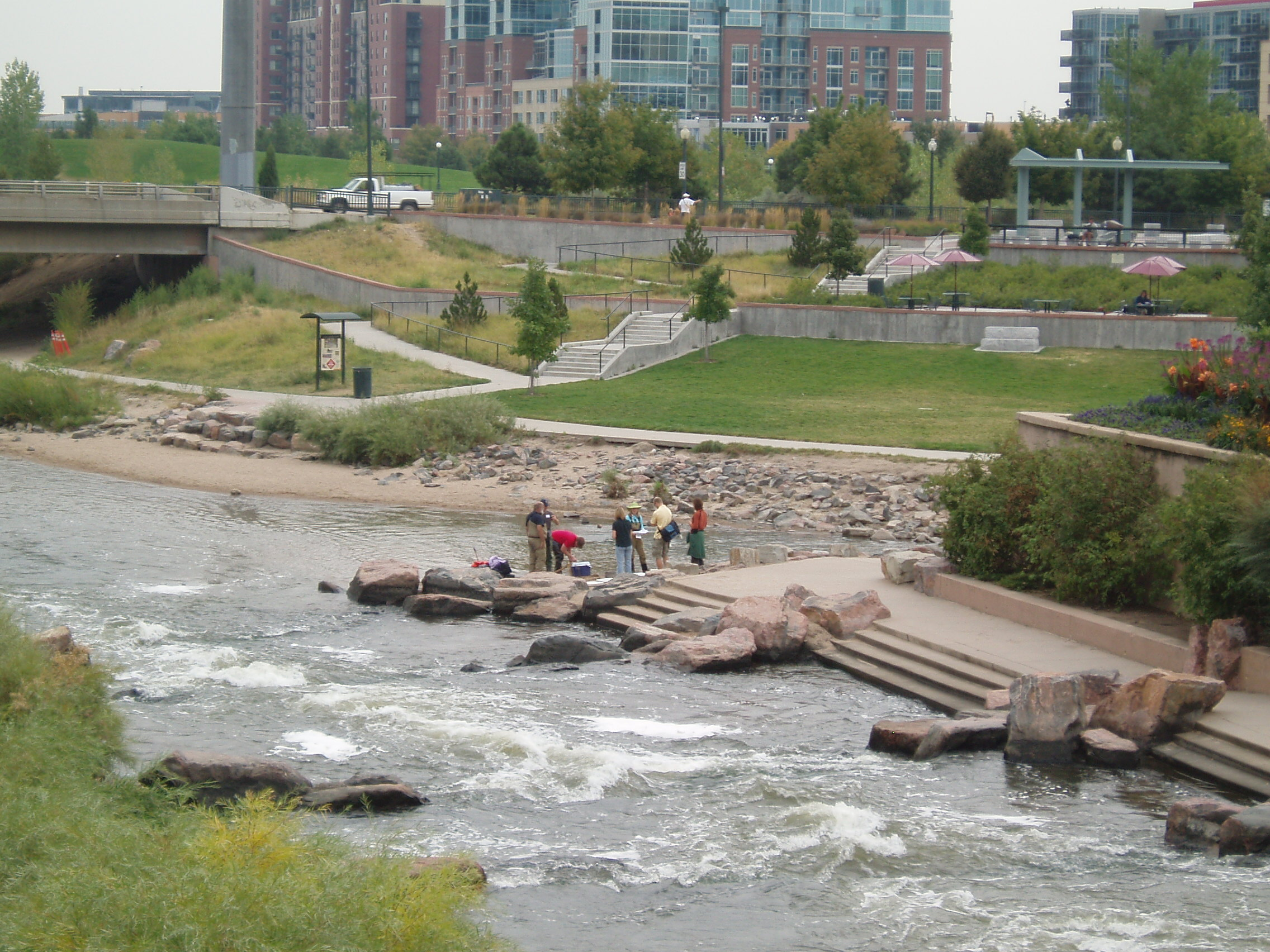
Студенты в Денвере, Колорадо, проводят мониторинг реки Саут-Платт с сотрудниками Агентства по охране окружающей среды во Всемирный день мониторинга водных ресурсов в 2009 году

Всемирный день мониторинга качества воды (англ. World Water Monitoring Day, WWMD) — международный день, учреждённый в 2003 году Американским фондом чистой воды (ACWF) в качестве глобальной просветительской программы. Программа, впоследствии названная «Всемирная задача мониторинга водных ресурсов» и «Эхо-вода Земли», направлена на повышение осведомлённости общественности и её участие в защите водных ресурсов во всём мире путём предоставления гражданам возможности осуществлять базовый мониторинг своих местных водоёмов. Роберта (Робби) Сэвидж, президент и главный исполнительный директор ACWF, создала WWMD, а Эдвард Мойер был первым координатором WWMD.
Простой тестовый набор позволяет всем, детям и взрослым, брать пробы местных водоёмов на набор параметров качества воды, включая температуру, кислотность (pH), прозрачность (мутность) и содержание растворённого кислорода. Информацию о приобретении недорогих тестовых наборов можно получить у текущей спонсирующей организации, EarthEcho International, а результаты мониторинга затем передаются участвующим сообществам по всему миру на сайте спонсора.
Всемирный день мониторинга водных ресурсов первоначально отмечался ежегодно 18 сентября. Первоначально дата была выбрана на месяц позже (18 октября) в ознаменование годовщины Закона США о чистой воде, который был принят Конгрессом в 1972 году для восстановления и защиты водных ресурсов страны. В 2007 году дата была изменена, чтобы облегчить участие в тех частях мира, где в это время температура достигает нуля.
В 2006 году ACWF передал координацию мероприятия Федерации водной среды (WEF) и Международной водной ассоциации (IWA). Коллективная цель состояла в том, чтобы к 2012 году расширить участие до одного миллиона человек в 100 странах. В январе 2015 года управление Всемирным днём мониторинга водных ресурсов было передано EarthEcho International.
В 2008 году студенты от Индонезии до Арканзаса приняли участие в отборе проб воды, чтобы привлечь внимание к важности качества воды.
С 2018 года EarthEcho International призывает участников проводить мониторинг в рамках «EarthEcho Water Challenge» в любой период с 22 марта (Всемирный день водных ресурсов) по декабрь каждого года.